# Ángela Ponce
Ángela María Ponce Camacho (Pilas, 18 de enero de 1991) es una modelo española, conocida por ser la primera mujer trans en obtener el título de Miss Universo España, y que compitió en Miss Universo en 2018.

## Biografía y carrera
Nació en Pilas, Sevilla, donde sus padres regentan un bar. Tiene un hermano y una hermana.
Terminó la carrera de informática, sin embargo no se ha dedicado a ella porque no le gustaba. Tuvo la oportunidad de trabajar con niños con discapacidad durante una temporada como profesora de educación física. También estudió peluquería. Desde muy joven trabajó en moda y se inició en pasarelas flamencas de Andalucía.
Según su relato, ganó el certamen de belleza Miss Cádiz 2015, tras ir al casting después de ver un cartel sobre el certamen y acompañada de unas amigas interesadas en el evento.
Participó para el certamen de belleza Miss World Spain 2015, donde abordó la lucha para visibilizar a las mujeres transexuales, sin embargo no tenía posibilidades de ganar la corona debido a que no permitían que una mujer trans gane de acuerdo a las reglas del certamen; su compañera Mireia Lalaguna fue quien obtuvo la corona. En dicho certamen también se necesita presentar un proyecto social, por lo que Ponce dio con la Fundación Daniela, organización que ayuda a menores y adolescentes transexuales, y a sus familias, con la que lleva activamente colaborando desde 2015.
Después de tres años, intentó nuevamente, pero esta vez en el certamen de Miss Universo España 2018, donde desde algunos años atrás se admitía la participación de mujeres trans. Ponce ganó el certamen el 30 de junio.
Apareció como actriz en el programa de cámaras ocultas Gente maravillosa, de Canal Sur en un programa especial sobre personas trans, en el año 2017 y sobre su paso por el certamen de Miss Universo en 2018.[cita requerida]
Fue invitada al plató de Sálvame, en el año 2017 y 2020.[cita requerida]
En 2020 tuvo un papel en la serie Veneno, de Atresplayer Premium, dirigida por Javier Calvo y Javier Ambrossi, haciendo de Juani Ruiz. La serie era en memoria de Cristina Ortiz, más conocida como La Veneno.
En 2025, participó el reality show Supervivientes, donde convivió con rostros conocido como Terelu Campos o Pelayo Díaz. Tras 31 días de concurso, se convirtió en la segunda expulsada de la edición.

## Vida personal
Ponce es una mujer trans. A los 16 años inició su tratamiento hormonal y a los 24 se sometió a una vaginoplastia. Respecto a la cirugía comentó que «es una decisión personal y no es esencial para ser mujer» y también argumenta que «la única clave para ser mujer es ser y sentirte mujer».